# Greeting Prelude
De Greeting Prelude (W93) is een compositie van Igor Stravinsky voor orkest, gecomponeerd in 1955 'For the eightieth birthday of Pierre Monteux'. Het werk van 45 seconden werd voor het eerst uitgevoerd op 4 april 1955 door het Boston Symphony Orchestra o.l.v. Charles Munch.
Het werk is gebaseerd op Happy Birthday, een compositie van Clayton F. Summy. Stravinsky hoorde het werk voor het eerst tijdens een repetitie in 1950, toen de orkestleden Happy Birthday inzetten omdat een van de orkestleden vader was geworden. De componist herinnerde zich de melodie later toen hij een 'soort gezongen telegram' voor Monteux' 80e verjaardag schreef. Stravinsky was in de veronderstelling dat het lied tot de oude folklore behoorde; hij realiseerde zich niet dat de componist nog leefde, maar deze vroeg zoals Stravinsky zei 'ruimhartig geen vergoeding' - een situatie die wel anders was met het Jambe en bois-motief dat hij in Petroesjka (W18) had verwerkt en waarvoor hij rechten moest betalen.
De muziek is volgens de componist 'een anderhalve minuut durend inleidinkje in de canonische kunst voor kleine kinderen en critici

## Oeuvre
Zie het Oeuvre van Igor Stravinsky voor een volledig overzicht van het werk van Stravinsky.

## Geselecteerde discografie
- 'Greeting Prelude' op Stravinsky in America, London Symphony Orchestra o.l.v. Michael Tilson Thomas (RCA Victor Red Seal, 09026 68865 2)
- 'Greeting Prelude', Columbia Symphony Orchestra o.l.v. Igor Stravinsky (in de 'Igor Stravinsky Edition' op het deel 'Miniature Masterpieces, Sony Classical SMK 46 296)